# Lipik
Lipik este un oraș în cantonul Požega-Slavonia, Croația, având o populație de 6.170 de locuitori (2011).

## Demografie
Componența etnică a orașului Lipik
     Croați (75,48%)
     Sârbi (13,94%)
     Cehi (2,93%)
     Italieni (2,85%)
     Maghiari (1,12%)
     Necunoscut (1,28%)
     Neclasificat (1,94%)
Componența confesională a orașului Lipik
     Catolici (80,18%)
     Ortodocși (13,91%)
     Fără religie și atei (1,56%)
     Necunoscută (2,32%)
     Alte religii (2,04%)
Conform recensământului din 2011, orașul Lipik avea 6.170 de locuitori. Din punct de vedere etnic, majoritatea locuitorilor (75,48%) erau croați, existând și minorități de sârbi (13,94%), cehi (2,93%), italieni (2,85%) și maghiari (1,12%). Apartenența etnică nu este cunoscută în cazul a 1,28% din locuitori. Din punct de vedere confesional, majoritatea locuitorilor (80,18%) erau catolici, existând și minorități de ortodocși (13,91%) și persoane fără religie și atei (1,56%). Pentru 2,32% din locuitori nu este cunoscută apartenența confesională.